# Мошенски рејон
Мошенски рејон (рус. Мошенской район) административно-територијална је јединица другог нивоа и општински рејон у источном делу Новгородске области, на северозападу европског дела Руске Федерације.
Административни центар рејона је село Мошенскоје. Према проценама националне статистичке службе Русије за 2014, на територији рејона је живело 6.734 становника или у просеку око 2,54 ст/км².

## Географија
Мошенски рејон налази се на подручју Валдајског побрђа на истоку Новгородске области. Обухвата територију површине 2.568,28 км² и по том параметру је на 11. месту међу 21 рејоном у области. Граничи се са Пестовским рејоном на истоку, на северу је Хвојњански, а на западу Боровички рејон. На југу су Удомљански и Лесновски рејни Тверске области.
Западни делови рејона налазе се у басену реке Мсте, односно њене десне притоке Увера, док су источни делови рејона у сливу реке Мологе, односно њене притоке Кобоже. Самим тим западни део области припада сливу реке Волхов и Балтичког мора, док се источни део одводњава ка Волги и Каспијском језеру, а развође између два слива протеже се централим деловима рејона (у смеру север-југ).
Рејон је познат по бројним језерима углавном крашког порекла (61 језеро укупне површине 9.309 хектара), а највеће од њих је језеро Меглино (24,2 км²).
Највећи део рејонске територије покривен је шумама.

## Историја
Мошенски рејон успостављен је 1927. године као административна јединица Боровичког округа тадашње Лењинградске области. У границама Новгородске области је од њеног оснивања 1944. године.

## Демографија и административна подела
Према подацима пописа становништва из 2010. на територији рејона је живело укупно 7.309 становника, док је према процени из 2014. ту живело 6.734 становника, или у просеку 2,54 ст/км². По броју становника Мошенски рејон се налази на 16. месту у области.
| 1959. | 1970. | 1979. | 1989.  | 2002. | 2010. | 2014.  |
| ----- | ----- | ----- | ------ | ----- | ----- | ------ |
| ---   | ---   | ---   | 10.679 | 9.486 | 7.309 | 6.734* |

Напомена: * Према процени националне статистичке службе.
На подручју рејона постоји укупно 159 сеоски насеља подељених на укупно 5 другостепених сеиских општина. Административни центар рејона је село Мошенскоје који је уједно и једино насеље урбаног типа.